# Іонійське повстання
Іоні́йське повста́ння  — повстання грецьких міст в Іоніі (Мала Азія) проти Перської імперії, що тривало у 500 - 494 рр. до н. е.

## Передісторія
Грецькі поліси Малої Азії, що потрапили в 40-30-х рр.. VI ст. до н. е. під владу Персії, важко переживали втрату незалежності. На перших порах по відношенню до греків перси дотримувалися порівняно м'якої політики, не обкладали великими податками, мало втручалися у внутрішні справи малоазійських полісів, але все одно у полісному середовищі тліли іскри опору. Протест у будь-який момент міг проявитися у відкритій формі і стримувався лише величезною перевагою сил Ахеменідів. Однак при Дарії I перська політика стала жорсткішою. Перси взяли курс на централізацію управління підлеглими територіями, почали постійно втручатися у внутрішні справи греків, у багатьох містах передали владу своїм ставленикам — тиранам, що підкорялися перським сатрапам. Крім того, перси обклали грецькі міста повинністю і почали проводити політику дискримінації їх торгівлі, віддаючи перевагу фінікійських купцям.

## Повстання

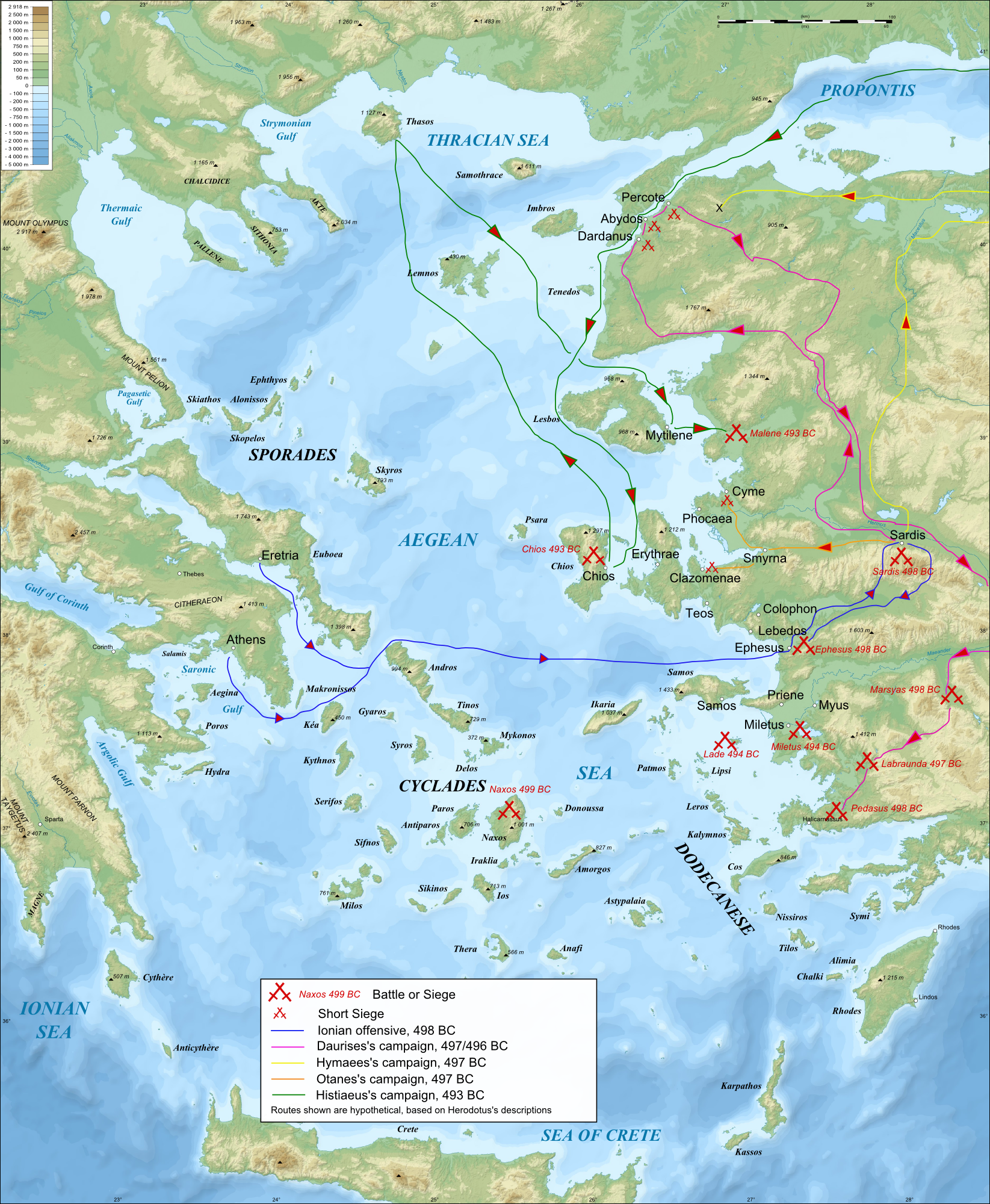
Хід бойових дій

Нарешті, в 500 до н. е. грецькі поліси підняли повстання проти перського панування. Його вважають початком греко-перських воєн. Першим і найзначнішим центром повстанського руху був Мілет — найбільше і найславетніше з міст Іоніі. Аристагор, тиран Мілета, особисто очолив боротьбу греків і закликав їх до рішучого опору завойовникам. За прикладом Мілета пішли практично всі грецькі міста східного та північного узбережжя Егейського моря — від Візантія і Халкедону до Памфілії і Кіпру. Повсталі об'єдналися для боротьби з персами, організували збройні сили з спільним командуванням.
Іонійські греки чудово розуміли, що без допомоги балканських одноплемінників їх шанси на перемогу незначні. Вони направили до найбільших поліси материкової Греції послів із проханням про військову допомогу. Втім, успіх цього посольства, очолюваного самим Аристагором, виявився мінімальним. Найпотужніша у військовому відношенні Спарта відмовилася допомогти. Приязніше на заклики іонійців відреагували Афіни: вони відправили в Іонію ескадру з 20 суден. Це було не так уже й мало, враховуючи, що весь афінський військовий флот тоді налічував до півсотні кораблів. 5 суден надіслала на допомогу повсталим Еретрія (на острові Евбея). Спрямований із балканської Греції контингент діяв обережно і при перших же невдачах відбув на батьківщину.
Тим не менш спочатку Іонійське повстання розвивалося досить успішно. В 498 до н. е. грекам навіть вдалося захопити і спалити Сарди — резиденцію перського сатрапа в Малії Азії. Щоправда, сам сатрап Артаферн із вірним йому загоном зміг сховатися в сардській цитаделі, яку іонійці взяти не змогли. У наступному році об'єднаний грецький флот завдав поразки фінікійській ескадрі біля Кіпру. Повстання почало являти серйозну загрозу для персів.
Однак успіхи повсталих пояснювалися не перевагою їх сил, а неповороткістю перської державної машини. Лише цар Дарій I цілком усвідомив масштаб небезпеки (що сталося через кілька років після початку повстання), він кинув на його придушення потужну армію і величезний флот із 600 фінікійських кораблів. Перські війська були об'єднані в дві великі армії, приступивши до придушення повстання на крайніх флангах. Спочатку були приведені до покірності грецькі міста Кіпру та південної частині Малої Азії, потім підпорядковані поліси на півночі — Візантій, Халкедон, Лампсак, Абідос та інші. Користуючись великою перевагою в силах, перси швидко змінили хід військових дій на свою користь. Аристагор втік у Фракію і загинув у сутичці з місцевими племенами.

### Битва біля Ладе

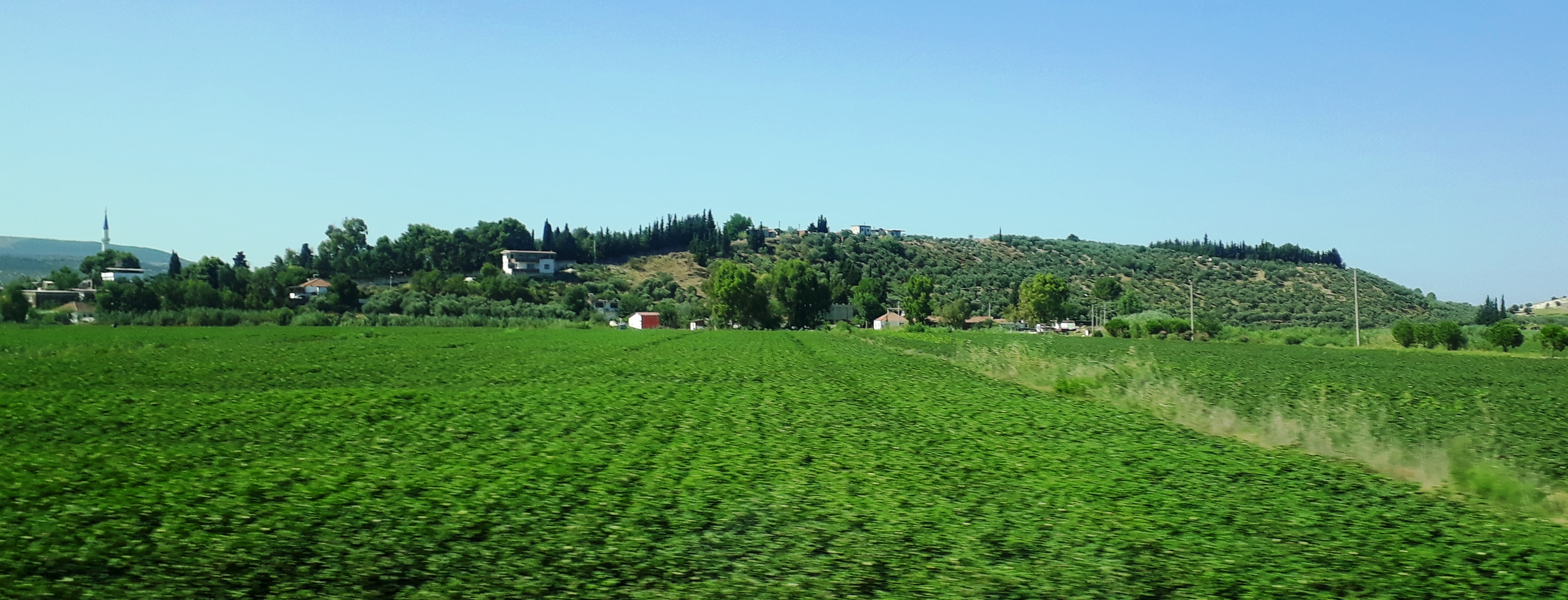
Острів Ладе, що з часом перетворився на пагорб серед Латмійської рівнини

Персам вдалося завдати чутливу поразку грекам поблизу Ефеса.
Доля повстання була вирішена в 494 до н. е. в морській битві біля острова Ладе (неподалік від Мілета). Величезному ахеменідському флоту протистояли союзні сили грецьких повстанців, що налічували 353 корабля. Іонійці виявили повне невміння узгоджувати свої дії і відсутність дисципліни. Під час бою ескадри багатьох грецьких полісів, втративши віру в перемогу, кинулися тікати. Фінікійці одержали повну перемогу над супротивником. Мілет було осаджено, після майже річної облоги взято в 494 до н. е. і піддано розгрому, його мешканці були знищені або продані в рабство. Незабаром впали інші повсталі міста.

## Підсумки
Повстання було придушене, оскільки у військовому й економічному потенціалі іонійські греки сильно поступалися персам. Однак вони були розгромлені лише через 6 років значною напругою сил Перської держави. Іонія залишилася в руках персів. Допомога, надіслана з Афін і Еретріі повсталим, дала привід для оголошення Дарієм I війну цим містам. Мардоній, відправившись у 492 до н. е. покарати Афіни, зазнав невдачі, а в 490 до н. е. перси програли битву при Марафоні афінянам. Невдовзі після Битви при Платеях (479 до н. е.) греки почали війну за визволення Іоніі і перемогли в ній. В 449 до н. е. було укладено перемир'я, що це підтвердило.